# No al ALCA
No al ALCA, también conocido como ALCA ALCA-RAJO, frase dicha y popularizada por el entonces presidente de Venezuela Hugo Chávez, fue un amplio movimiento político-social llevado adelante por gobiernos, partidos políticos, sindicatos y organizaciones sociales de todo el continente americano, con el fin de oponerse al Área de Libre Comercio de las Américas (ALCA), establecida por los gobiernos americanos en 1994 siguiendo un proyecto de Estados Unidos, que debía entrar en vigor en enero de 2005. El movimiento se opuso a la regla del libre comercio (free trade) como reguladora de las relaciones internacionales, sosteniendo que promovía la desigualdad y la pobreza, y propuso en cambio un orden internacional basado en criterios que permitieran achicar las asimetrías, como el comercio justo (fair trade), la integración económica regional y subregional y la complementación productiva. El 5 de noviembre de 2005, cuando se reunió la IV Cumbre de las Américas en Mar del Plata para poner en marcha el ALCA, se produjo un histórico enfrentamiento entre los gobiernos que defendían el ALCA -liderados por el presidente de Estados Unidos George W. Bush- y aquellos que se oponían -liderados por los presidentes Lula da Silva, Néstor Kirchner y Hugo Chávez, de Brasil, Argentina y Venezuela respectivamente-, que tuvo como resultado la paralización definitiva del ALCA..

## Historia

### Aparición
El ALCA fue un proyecto del gobierno republicano los Estados Unidos, aparecido en 1991, que integró una batería de iniciativas estadounidenses para reconfigurar el orden económico internacional luego de la derrota de la Unión Soviética y el bloque comunista en la Guerra Fría, proceso que fue conocido como globalización neoliberal. Su primera propuesta fue realizada por el presidente George H. Bush en 1991 y se denominó Iniciativa para la Empresa de las Américas (IEA, The Enterprise of the Americas Initiative). El ALCA formó parte de un paquete de normas y organizaciones guiadas por el principio del libre comercio y el impulso a la concreción de tratados de libre comercio, que integraron también el Consenso de Washington de 1989, la creación del Tratado de Libre Comercio de América del Norte entre Estados Unidos, Canadá y México -conocido por sus sigla inglesa NAFTA- y la creación de la Organización Mundial de Comercio (OMC) en 1995, en reemplazo del GATT.
Ricardo Grinspun y Robert Kreklewich definen a los tratados de libre comercio (TLCs) como marcos supranacionales condicionantes para facilitar la acción de las empresas multinacionales en esferas que antes estaban reservadas al control de los estados nacionales, con el fin de transnacionalizar la economía, formar cadenas globales producción y circuitos financieros desregulados. El resultado es la creación de "áreas" o espacios económicos con estados nacionales débiles, que facilitan el movimiento sin restricciones de capital, bienes y servicios a través de la cadena transnacional.

### Inicio
En ese marco, la administración Clinton organizó en 1994 la primera Cumbre de las Américas en Miami donde comunicó a los demás países americanos la decisión de Estados Unidos de unificar a todo el continente en un área de libre comercio. Los jefes de gobierno americanos aprobaron sin observaciones ni conflictos el proyecto estadounidense y acordaron un Pacto para el Desarrollo y la Prosperidad: Democracia, Libre Comercio y Desarrollo Sostenible en las Américas, en el que dieron inicio al ALCA y se comprometieron a concluirlo en 2005, "a más tardar":

Decidimos iniciar de inmediato el establecimiento del "Área de Libre Comercio de las Américas" en la que se eliminarán progresivamente las barreras al comercio y la inversión. Asimismo, resolvemos concluir las negociaciones del "Área de Libre Comercio de las Américas" a mas tardar en el año 2005, y convenimos en alcanzar avances concretos hacia el logro de este objetivo para el final de este siglo.
Pacto para el Desarrollo y la Prosperidad: Democracia, Libre Comercio y Desarrollo Sostenible en las Américas,
I Cumbre de las Américas, Miami, 11 de diciembre de 1994

### Década de 1990
Desde su inicio el ALCA fue establecido como un proceso cuasi-secreto, del que podían participar las empresas y cámaras patronales, pero al que no tenían acceso los sindicatos ni otras organizaciones de la sociedad civil. Sus documentos y decisiones eran inaccesibles aún para los parlamentarios de los países americanos.
Silvia Demirdjian señala que al proponer ALCA, Estados Unidos se apartó de su tradicional tendencia a negociar con otros países de manera bilateral, que le garantizaba imponer su mayor poderío económico y militar. Pero al diseñar el ALCA, Estados Unidos estaba obligado a aceptar el principio de "un país, un voto", abriendo de ese modo una puerta a la puesta en marcha de un mecanismo igualitario. Si bien a mediados de la década de 1990 y luego de su victoria en la Guerra Fría, todos los países de América Latina -con excepción de Cuba- estaban abiertamente alineados detrás de las normas que proponía la única superpotencia mundial (en Argentina el gobierno había definido esa postura como de "relaciones carnales" con Estados Unidos), la situación cambiaría a partir de fines de esa década, cuando las poblaciones de varios países latinoamericanos elegirían gobiernos con visiones internacionales autónomas de Estados Unidos. Este aspecto sería de gran importancia en la década siguiente, tanto para causar la derrota diplomática de Estados Unidos en 2005, como para llevar a un cambio de estrategia del país norteamericano, optando nuevamente por los acuerdos bilaterales y regionales.
En los primeros años la oposición al ALCA fue muy limitada. Solo el levantamiento zapatista en México el 1 de enero de 1994 (mismo día que comenzó el NAFTA) y la negativa en 1997 del Congreso de los Estados Unidos a utilizar la vía rápida (fast track), aparecieron como voces discordantes sin mayor peso, en un panorama que parecía marchar irreversiblemente a la concreción del ALCA en 2005.
En 1995 el sector empresarial creó el Foro Empresarial de las Américas (FEA) con el fin de reunirse simultáneamente y en el mismo lugar en que se realizaban las reuniones ministeriales y presidenciales del ALCA, para realizar lobby sobre las mismas. El FEA fue financiado por los grupos empresariales estadounidenses, que por esa vía lograron imponer en el ALCA cláusulas proteccionistas para diversos sectores de la economía estadounidense, agravando la desigualdad de las economías latinoamericanas.

### Lucha contra el libre comercio
Ya en la década de 1980 aparecieron en Canadá organizaciones para luchar contra el libre comercio que Estados Unidos pretendía imponerle a ese país. En 1986 se creó la Coalición Quebequense de Oposición al Libre Comercio (CQOL) integrada por las principales centrales sindicales: la Central de Enseñanza de Quebec, la Confederación de los Sindicatos Nacionales (CSN), la Federación de los Trabajadores y Trabajadoras de Quebec (FTQ) y la Unión de los Productores Agrícolas (UPA). Al año siguiente apareció una organización nacional, Pro-Canadá Network, luego llamada Action Canada. Esta experiencia previa favoreció en Canadá la rápida organización en la década de 1990 para oponerse al Tratado de Libre Comercio de América del Norte (TLCAN-NAFTA), apareciendo la Coalición Quebequense al respecto de las Negociaciones Trilaterales (CNQT), luego organizada como Red Quebequense sobre la Integración Continental (RQIC), y en el resto de Canadá Common Frontiers, de base sindical.
En Estados Unidos la negociación del NAFTA impulsó el acercamiento entre las organizaciones sindicales y ecologistas, que tradicionalmente se habían mantenido alejadas, que llevaron a la creación de Citizens Trade Campaign (CTC) y la Alliance for Responsible Trade (ART).
En este período se empiezan a crear también organizaciones populares internacionales como la Coordinadora de Centrales Sindicales del Cono Sur (CCSCS), integrada por centrales sindicales de Argentina, Brasil, Bolivia, Chile, Paraguay y Uruguay, y la reorganización de la Organización Regional Interamericana de Trabajadores (ORIT), ambas en 1986.

### La ORIT y la Alianza Social Continental
El movimiento obrero sudamericano, a través de la Coordinadora de Centrales Sindicales del Cono Sur, venía actuando en espacios tripartitos en el seno del Mercosur desde 1991, con el fin de evitar que las decisiones del bloque supranacional perjudicaran a los trabajadores de los países miembros, e impulsar medidas que consolidaran los derechos laborales en la región. Esta experiencia fue tomada por la Organización Regional Interamericana de Trabajadores (ORIT), brazo regional de la CIOSL, para organizar en marzo de 1996 una Conferencia sindical paralela a la II Conferencia de Ministros de Comercio del ALCA en Cartagena, con el fin de debatir una estrategia frente al ALCA.
En mayo de 1997, de manera paralela a la III Reunión Ministerial de Comercio realizada en Belo Horizonte, se reunieron también, además del Foro Empresario, el Foro Laboral y el Foro "Nuestra América", este último con participación de organizaciones sociales y ONGs. El principal resultado del foro fue la creación de la Alianza Social Continental, integrada por organizaciones sociales y sindicales del continente, que se convertirá en la organización central del movimiento opositor al ALCA, que sentó su posición en dos documentos, uno sindical denominado "Manifiesto de los Trabajadores y Trabajadoras de las Américas" y otro una declaración multisectorial denominado "Construyendo la alianza social continental frente al libre comercio". Al finalizar la reunión de los foros, los manifestantes realizaron la primera marcha contra el ALCA.

### Cumbre de los Pueblos
En Belo Horizonte las organizaciones sociales y sindicales decidieron realizar una Cumbre de los Pueblos de las Américas que funcionara en forma paralela a la Cumbre de las Américas. De este modo la I Cumbre de los Pueblos se realizó en 1998 en Santiago de Chile, simultáneamente con la II Cumbre de las Américas.
La I Cumbre de los Pueblos se organizó con diez foros temáticos: sindical, campesino, indígena, ambiental, derechos humanos, ético, alternativas de desarrollo, mujeres, educación y parlamentario. En el mismo la ASC presentó un documento titulado Alternativa para las Américas: construyendo un acuerdo hemisférico de los pueblos.
Las organizaciones sociales y sindicales acordaron una declaración que incluía la petición que la Coordinadora de Centrales Sindicales del Cono Sur le había formulado en 1996 a la Cumbre de Presidentes del Mercosur:
- Plena democratización de las instancias de decisión;
- Carta de Derechos Sociales;
- Creación de un Fondo de apoyo a la Reconversión Productiva y Recalificación Profesional;
- Reconocimiento de los sindicatos en el proceso de negociación colectiva.

### 1999
En 1999 varios acontecimientos inciden fuertemente en un cambio de tendencia en el proceso del ALCA. El 2 de febrero de ese año, el pueblo de Venezuela eligió como presidente a Hugo Chávez, que imprimió a su gobierno una dirección política considerablemente diferente de la orientación neoliberal que hasta entonces predominaba en América Latina, acercándose a Cuba, que desde comienzos de la década de 1960 había sido excluida de los organismos multilaterales del continente, debido a su decisión de implementar una política comunista.
El 29 de noviembre se produjo en Seattle una manifestación contra la cumbre de la Organización Mundial de Comercio que se celebraba en esa ciudad estadounidense, que sorprendió por su masividad y la participación de organizaciones que expresaban los más diversos sectores de la sociedad civil (sindicales, ecologistas, derechos humanos, indígenas, LGBT, religiosas, etc.). La manifestación cuestionó duramente al libre comercio, reclamando un orden internacional fundado en la idea de comercio justo (fair trade), llegó a convocar la presencia ante los manifestantes del presidente Bill Clinton y paralizó durante años el funcionamiento de la OMC.
En ese marco se realizó el 4 de noviembre la Quinta Reunión Ministerial de Comercio del ALCA, en Toronto, que organizó institucionalmente un Foro de la Sociedad Civil, donde participó la Alianza Social Continental. La ASC elaboró tres documentos, entre ellos uno titulado "Alternativa para las
Américas", con cuestionamientos al ALCA y propuestas

### Cumbre de las Américas de Mar del Plata 2005
El sábado 5 de noviembre se realizó la última jornada de la Cumbre. La agenda previa acordada no incluía el tema ALCA y se concentraba en el trabajo y la creación de empleo. Pese a ello, Estados Unidos, sus socios del NAFTA y varios países con posiciones cercanas, buscaron incluir de todos modos un compromiso a favor del ALCA, en contra de lo acordado. El investigador Eduardo Barcelona relata los momentos culminante de ese último debate:

Como en las reuniones de comisión de los presidentes de la tarde-noche del viernes había reverdecido la cuestión del ALCA y las negociaciones informales de pasillo continuaban. El primer presidente de peso en hablar fue Luiz Inácio Lula da Silva, que dijo “yo vine aquí para discutir de empleo, empleo, empleo (Amorim detrás corrió la vista hacia su jefe; Kirchner esbozó una leve sonrisa de aprobación), pero quiero decir una cosa del ALCA”. “Yo pienso. 1) El debate sobre comercio no puede ser una cosa ideologizada. 2) Para Brasil no tiene sentido hablar de libre comercio cuando persiste el gigantesco subsidio a la agricultura, que desnivelan el terreno de juego (Kirchner, asiente con la cabeza). 3) Por eso la prioridad es de la Organización Mundial del Comercio (OMC), donde podemos de hecho abordar estos puntos juntos. Por otro lado, no existen modelos únicos para las relaciones comerciales. En el ALCA estamos discutiendo, antes de Miami 2003, temas que iban mucho más allá del comercio, como reglas de inversión, compras gubernamentales, etc. (cara de desagrado de Bush), que limitaban la posibilidad de políticas industriales, tecnológicas y otras. El Mercosur y Brasil hemos negociado con otros países el desarrollo, donde tomamos en cuenta las asimetrías y las sensibilidades de los países menos desarrollados. El mismo principio debe regir para las negociaciones hemisféricas.” (...)

El presidente de México (Vicente Fox) pide la palabra: “Me parece que aquí la invitación no es que firmen un acuerdo que todavía no tenemos, ni una definición de un ALCA, que todavía no tenemos, sino participar en una mesa creativa, donde con la participación y el talento de todos, con estas ideas que ya se han puesto en la mesa, con las ideas precisas, con las ideas precisas que acaba de proponer el presidente Lula, procedamos a sentarnos democráticamente en esa mesa a avanzar. Porque el tiempo, sin duda, estaría en nuestra contra si seguimos demorando el inicio de nuestras negociaciones y del desarrollo de ideas creativas para poder estar en tiempo y forma con un instrumento que nos dé competitividad que importe en nuestras economías, que quieren empleo y ocupación productiva y que mejore la calidad de vida de nuestras familias y nuestros pueblos. Propuesta concreta. Trabajemos sin límite de tiempo para desarrollar esta idea fuerza, tener en blanco y negro en términos concretos y poder ponerla en marcha.”

Néstor Kirchner, presidente de la Argentina: “Es importante tener en claro los conceptos por los cuales convocamos a esta cumbre, por lo que mi pensamiento es absolutamente diferente al del señor presidente de México. Porque me parece que no fue la convocatoria de la cumbre la que está diciendo el señor presidente, con todo respeto.” (Fox miró fijo a Kirchner, como con ganas de zamarrearlo.)

Bush se paró impelido por el cruce entre Kirchner y Fox y le dio la mano en señal de felicitación y respaldo al mexicano. Kirchner observó el gesto, entendió el significado político del estrechar las manos. La propuesta de Fox de abordar el tema de la creación del ALCA era una falta de respeto al temario acordado por los representantes de cada país en los días previos, cuando se consensúa el contenido del documento y se fija el orden del día. Pese a las grandes presiones ejercidas por los países del Nafta, el ALCA no estaba en el temario del debate de la IV Cumbre de las Américas.

Tabaré Vázquez, presidente del Uruguay: “A nosotros nos han citado para hablar de la palabra de siete letras, que es trabajo, la inversión productiva es clave para la generación de empleo. En nuestro país, casi un tercio de la población vive en condiciones de pobreza. En aquella Suiza de América, que aplicaron recetas que nos vinieron de afuera. Nos han pedido EE.UU., Canadá y Europa que abramos nuestras puertas y nuestras ventanas, que nos oxigenemos, que no desarrollemos políticas proteccionistas, que le digamos No a los subsidios. Sin embargo, del otro lado hemos encontrado el desarrollo de políticas proteccionistas, de subsidios, de cuotas, de aranceles, que cierran las puertas al trabajo de nuestra gente, a la colocación de nuestros productos.”(Bush escucha incómodo el discurso de Tabaré.)

Samuel Lewis, vicepresidente de Panamá: “Queremos reiterar de manera firme nuestro apoyo al ALCA. Un buen número de países ha demostrado interés que en esta cumbre se incluya una mención al proceso de negociación del ALCA, porque ello contribuiría a crear trabajo y a fortalecer la gobernabilidad democrática, como dijo el presidente Kirchner. Somos 29 países los que queremos el ALCA y sólo 5 están en contra.”

Kirchner, presidente de la IV Cumbre de las Américas: "Estoy asombrado por el planteo de esta naturaleza. No es cuestión de votos, sino de consenso. No creo que quieran enemistarse con el 75 por ciento del PBI de América del Sur" –respondió con dureza y realismo político. (...)

A continuación, Kirchner propuso una pausa en la sesión. El cuarto intermedio se usó para negociar, acercar a las partes en disputa. El colombiano Álvaro Uribe y el chileno Ricardo lagos se convirtieron en mediadores de hecho. "El texto es muy parecido al del Mercosur. ¿Por qué no lo aceptan?", propuso Uribe a Kirchner. "Si es muy parecido. ¿Por qué ustedes no votan el nuestro?".

Paul Martin, primer ministro de Canadá: “Entiendo que el gobierno de Panamá ha redactado un párrafo que refleja los puntos de vista que han sido vertidos en esta mesa. Creo que se está distribuyendo ahora, yo tuve oportunidad de leerlo y debo decir que la propuesta de Panamá puede ser aceptada por Canadá. Debemos salir de esta reunión reflejando todas las deliberaciones (...) lo mismo que el ALCA, es una propuesta muy importante.”

Bush, presidente de los Estados Unidos: “Creo que la sugerencia de Panamá debería ser aprobada. Si escuchan claramente el diálogo tenemos México, EE.UU., Canadá, el Caricom, América Central y República Dominicana, que apoyan firmemente que la propuesta de Panamá sea adoptada. Si esta voluntad alrededor de la mesa no está reflejada en un documento, es fácil para los otros presuponer que este cuerpo no quiere avanzar con el acuerdo de libre comercio de las Américas. Muchos países han hablado, de distintos tamaños, distintos intereses, y contamos la cantidad de personas, es claro que la sugerencia de Panamá es por lejos la voluntad del pueblo. Y yo entiendo que no queremos demostrar una división, pero tampoco muestra la intención. Entonces, el documento no reflejaría el hecho de que hay una mayoría abrumadora de personas que cree que debemos seguir adelante y grandes países que no quieren seguir adelante. Pero, si no, claro, el mundo va a presuponer que hemos abandonado nuestra búsqueda en pro del ALCA.”

Kirchner, otra vez al mando de la asamblea, escuchaba. El presidente argentino le dio la palabra a su par venezolano, quien se despachó con furia.

Hugo Chávez, presidente de Venezuela: “El libre comercio no va a solucionar nuestra pobreza. Los que todavía creen en eso, olvídense de ese cuento. Hablemos de las privatizaciones, uno de los efectos más perversos de la era neoliberal. Veamos el caso de todos nosotros, las privatizaciones, inmediatamente desempleo, inmediatamente flexibilización de las normas laborales, eliminación de prestaciones sociales, los derechos de los trabajadores los borraron del mapa con las recetas del FMI. Reformas estructurales. Veneno. Verdadero veneno para nuestras economías.” (...)

Después siguieron otros presidentes caribeños que, con suavidad, se pronunciaron por el ALCA. Al segundo mandatario que expuso en favor del ALCA, Kirchner le volvió a dar la palabra a Chávez y hubo inclusive una tercera intervención del venezolano, ante lo cual varios presidentes y algunos colaboradores levantaron la voz en queja: “¡Eh, eh! No, no, no estamos de acuerdo”, dijeron casi a coro. Kirchner siguió adelante con la estrategia de usar a Chávez como orador contestatario contra los que estaban de acuerdo con el ALCA. Alrededor de las 16.00, Bush volvió a pedir la palabra.

La postura corporal, el rostro, las señales y gestos de Bush evidenciaban cansancio, hastío e impotencia ante la imposibilidad de quebrar la irreductible posición del Mercosur contra el ALCA. En la sala se sabía que en cualquier momento, Bush se iría de Mar del Plata, porque tenía que viajar a visitar a Lula en Brasilia. El pedido para dirigirse una vez más a la asamblea no sorprendió, se entendió como que iba a ser una despedida. Pero no. Fue muy breve, pero no menos contundente.

–Yo no sé por qué tanto lío, si de lo que se trata es de ver cómo entre nosotros nos defendemos de China –fue el concepto central de la intervención. Después se fue.

.